# Paul Baudouin
Paul Baudouin (Parigi, 19 dicembre 1894 – 10 febbraio 1964) è stato un banchiere e politico francese, ministro degli Esteri del governo Pétain durante la seconda guerra mondiale.
Dopo aver prestato servizio durante la prima guerra mondiale nel 1930 diventa vice-direttore della Banca di Indocina.

## L'invasione nazista della Francia
Dopo la caduta del governo di Édouard Daladier, il presidente francese Albert Lebrun chiede all'ex ministro delle Finanze Paul Reynaud di formare un nuovo governo nel quale Paul Baudouin entra come Sottosegretario di Stato.
A seguito dell'invasione nazista della Francia del maggio 1940 Baudouin viene nominato sottosegretario di Stato agli Esteri e successivamente, dopo la salita al potere di Pétain, diventa ministro degli Esteri.

## Vichy
Con la firma dell'armistizio tra Francia e Germania il governo francese – che a seguito dell'occupazione di Parigi si era trasferito a Bordeaux – venne spostato a Clermont-Ferrand e successivamente, su suggerimento di Baudouin, nella località termale di Vichy.
Contrario alla linea collaborazionista di Pétain, Baudouin iniziò ad essere considerato con sospetto dalle autorità naziste. Per questo motivo venne progressivamente esautorato delle sue funzioni fino al giorno delle sue dimissioni il 2 gennaio 1941.

## Dopo la guerra
Dopo le sue dimissioni Baudouin torna a ricoprire a ricoprire la carica di Presidente della Banca d'Indocina.
Alla fine della guerra venne accusato di collaborazionismo con i tedeschi e il 3 marzo 1947 venne condannato a cinque anni di lavori forzati.
La sentenza sarà commutata nel 1949.